# 正壬醇
正壬醇（1-壬醇）是一种直链脂肪醇，含有九个碳原子，分子式为CH3(CH2)8OH。它是一种无色到淡黄色的液体具有类似于香茅油一样的柑橘味。 
正壬醇能溶於醇、醚等有機物，但是幾乎不溶於水，1000公克的水只能溶1克的正壬醇。